# Matt Schulze
Matthew Steven Schulze, född 3 juli 1972 i Saint Louis, Missouri, är en amerikansk skådespelare.

## Biografi
Schulze är född och uppvuxen i Saint Louis, Missouri. Vid 16-års ålder flyttade han till Atlanta där han började studera gitarr vid Atlanta Institute of Music. 1992 flyttade Schulze till Los Angeles för att bli studiomusiker, men började istället att arbeta som skådespelare och modell.

## Filmografi (i urval)
- 1998 – Blade
- 2001 – The Fast and the Furious
- 2011 – Fast & Furious 5